# Теорема Маєрса
Теорема Маєрса — класична теорема в рімановій геометрії.

## Формулювання
Якщо кривина Річчі повного
{\displaystyle n}-вимірного ріманового многовиду {\displaystyle M}
обмежена знизу додатною величиною {\displaystyle (n-1)k} при деякому {\displaystyle k}, то його діаметр не перевищує {\displaystyle \pi /{\sqrt {k}}}.
Більш того, якщо діаметр дорівнює {\displaystyle \pi /{\sqrt {k}}}, то сам многовид ізометричний сфері сталої секціонної кривини {\displaystyle k}.

## Наслідки
Цей результат залишається в силі для універсального накриття такого Ріманового многовиду {\displaystyle M}.

## Історія
Аналогічний результат для секційної кривини був доведений раніше Бонне.
Теорема доведена Маєрсом.
Випадок рівності в теоремі був доведений Ченгом в 1975 році.